# Deutschland Cup 2011
22. ročník hokejového turnaje Deutschland Cup se konal od 11. do 13. listopadu 2011 v Mnichově. Vyhrála jej hokejová reprezentace Slovenska, vedená trenéremVladimírem Vůjtkem.

## Výsledky
| 11. listopadu 2011 16:15 SEČ | Slovensko | 2:0 (1:0, 0:0, 1:0) | USA | Olympiahalle, Mnichov |  |

| Přehled                                 |                |          |            |  |
| Peter Hamerlík                          | Peter Hamerlík | Brankáři | John Curry |  |
| Miklík 10' Miklík (Bližňák, Sersen) 49' |                |          |            |  |

| 11. listopadu 2011 20:00 | Německo | 4:2 (0:1, 2:0, 2:1) | Švýcarsko | Olympiahalle, Mnichov |  |

| Přehled                                                             |                                                                     |          |                                     |  |
| Dimitri Pätzold Jochen Reimer                                       | Dimitri Pätzold Jochen Reimer                                       | Brankáři | Leonardo Genoni Daniel Manzato      |  |
| Rankel (Hospelt) 31' Gogulla (Reimer, Kohl) 39' Goc 41' Gogulla 60' | Rankel (Hospelt) 31' Gogulla (Reimer, Kohl) 39' Goc 41' Gogulla 60' |          | 6' Romy 46' Sprunger (Bykov, Plüss) |  |

| 12. listopadu 2011 14:30 | Německo | 3:6 (1:2, 0:1, 2:3) | Slovensko | Olympiahalle, Mnichov |  |

| Přehled                                                                     |                                                                             |          | |  |
| Jochen Reimer                                                               | Jochen Reimer                                                               | Brankáři | Július Hudáček |  |
| Wolf (Hospelt, Schubert) 20' Goc (Pietta) 44' Fischer (Rankel, Hospelt) 53' | Wolf (Hospelt, Schubert) 20' Goc (Pietta) 44' Fischer (Rankel, Hospelt) 53' |          | 9' Starosta (Školiak) 16' Tybor (Hudáček, Kudroč) 39' Hossa (Baranka, Školiak) 45' Bartovič 46' Miklík (Bližňák) 59' Hossa (Tybor, Kudroč) |  |

| 12. listopadu 2011 18:15 | Švýcarsko | 3:2 SN (2:1, 0:1, 0:0, 0:0)) | USA | Olympiahalle, Mnichov |  |

| Přehled                                                            |                                                                    |          |                                               |  |
| Reto Berra                                                         | Reto Berra                                                         | Brankáři | Chris Holt                                    |  |
| Brunner (Romy) 3' Wieser (Trachsler) 5' rozhodující nájezd Brunner | Brunner (Romy) 3' Wieser (Trachsler) 5' rozhodující nájezd Brunner |          | 2' Sertich (Somma) 36' Salcido (Lasch, Somma) |  |

| 13. listopadu 2011 13:30 | Slovensko | 2:1 (0:1, 0:0, 2:0) | Švýcarsko | Olympiahalle, Mnichov |  |

| Přehled                                         |                                                 |          |                           |  |
| Peter Hamerlík                                  | Peter Hamerlík                                  | Brankáři | Reto Berra Daniel Manzato |  |
| Hossa (Mikuš) 44' Hudáček (Hovorka, Miklík) 50' | Hossa (Mikuš) 44' Hudáček (Hovorka, Miklík) 50' |          | 12' Pestoni (Chiesa)      |  |

| 13. listopadu 2011 17:15 SEČ | USA | 1:3 (0:1, 0:0, 1:2) | Německo | Olympiahalle, Mnichov |  |

| Přehled                      |                              |          |                                                                  |  |
| Chris Holt John Curry        | Chris Holt John Curry        | Brankáři | Danny aus den Birken                                             |  |
| Lasch (Wozniewski, Holt) 43' | Lasch (Wozniewski, Holt) 43' |          | 19' Hospelt (Rankel) 53' Gogulla (Hospelt, Wolf) 59' Kink (Kohl) |  |

## Konečná tabulka
| Poř. | Tým       | Z | V | VP | PP | P | VG | OG | B |
| ---- | --------- | - | - | -- | -- | - | -- | -- | - |
| 1.   | Slovensko | 3 | 3 | 0  | 0  | 0 | 10 | 4  | 9 |
| 2.   | Německo   | 3 | 2 | 0  | 0  | 1 | 10 | 9  | 6 |
| 3.   | Švýcarsko | 3 | 0 | 1  | 0  | 2 | 6  | 8  | 2 |
| 4.   | USA       | 3 | 0 | 0  | 1  | 2 | 3  | 8  | 1 |

## Soupisky týmů
1.  Slovensko 

Brankáři: Peter Hamerlík, Július Hudáček.

Obránci: Michal Sersen, Ivan Baranka, Dominik Graňák, Tomáš Starosta, Vladimír Mihálik, Richard Stehlík, Kristián Kudroč, Peter Mikuš.

Útočníci: René Školiak, Roman Kukumberg, Radoslav Tybor, Marek Hovorka, Rastislav Dej, Michel Miklík, Patrik Lušňák, Mário Bližňák, Milan Bartovič, Marcel Haščák, Juraj Mikúš, Marcel Hossa, Martin Bakoš, Libor Hudáček.

Trenéři: Vladimír Vůjtek, Peter Oremus.
2.  Německo 

Brankáři: Jochen Reimer, Dimitri Pätzold, Danny aus den Birken.

Obránci: Denis Reul, Benedikt Schopper, Christopher Fischer, Christoph Schubert, Kevin Lavallee, Benedikt Kohl, Felix Petermann, Frank Hördler, Nikolai Goc.

Útočníci: Jerome Flaake, Michael Wolf, Marcus Kink, Kai Hospelt, Andre Rankel, Frank Mauer, Patrick Reimer, Thomas Greilinger, Tobias Wörle, Patrick Hager, Simon Danner, Daniel Pietta, Philip Gogulla.

Trenéři: Jakob Kölliker, Harold Kreis.
3.  Švýcarsko 

Brankáři: Reto Berra, Leonardo Genoni, Daniel Manzato.

Obránci: Alessandro Chiesa, Romain Loeffel, Tim Ramholt, Simon Lüthi, John Gobbi, Eric Blum, Patrick Von Gunten, Robin Grossmann, Thomas Wellinger.

Útočníci: Benjamin Plüss, Simon Bodenmann, Inti Pestoni, Reto Suri, Thibaut Monnet, Fabian Schnyder, Morris Trachsler, Dino Wieser, Julien Walker, Andrei Bykov, Janick Steinmann, Simon Moser, Julien Sprunger, Kevin Romy, Pascal Berger, Damien Brunner.

Trenéři: Sean Simpson, Colin Müller.
4.  USA 

Brankáři: Chris Holt, John Curry.

Obránci: Andy Wozniewski, Andrew Hutchinson, Freddy Meyer, Kyle Klubertanz, Steve Wagner, Brian Salcido, Jeremy Dehner.

Útočníci: Chris Collins, Robbie Schremp, Ryan Lasch, Sergio Somma, Barry Tallackson, Clarke Noah, Marty Sertich, Broc Little, Corey Elkins, Stephen Werner, Jared Ross, Yan Stastny.

Trenéři: Don Waddell, Chris Chelios, Bill Guerin.